# Ивашенцов, Александр Петрович
Алекса́ндр Петрович Ива́шенцов (Ивашенцев) (17 декабря 1857 — 4 июня 1913, Санкт-Петербург) — российский юрист, теоретик в области спорта и охоты, конструктор охотничьего ружья.

## Судебная карьера
Происходил из древнего дворянского рода Костромской губернии Ивашенцовых (Ивашинцовых). Родился 17 декабря 1857 года[по какому календарю?] в семье подполковника Корпуса жандармов Петра Павловича Ивашенцова (1815—1871) и Марии Ивановны (урождённая Грушецкая; 1827 — после 1904).
20 мая 1870 года был принят в старшее отделение приготовительного класса Императорского Училища правоведения, которое окончил в 1878 году.
30 мая 1878 года с чином X класса определён кандидатом на судебные должности при Санкт-Петербургском Окружном Суде.
24 июня 1878 года перемещён кандидатом на судебные должности при Прокуроре Санкт-Петербургского Окружного Суда.
С 17 декабря 1880 года секретарь Прокурора Санкт-Петербургского окружного суда.
С 25 ноября 1881 года титулярный советник.
С 17 октября 1883 года исправляющий должность судебного следователя 2-го участка Боровичского уезда Новгородского Окружного Суда.
3 июня 1886 года переведён в 1-й участок Петергофского уезда Санкт-Петербургского Окружного Суда.
30 мая 1888 года переведён в Санкт-Петербургский уезд.
9 июля 1891 года переведён исправляющим должность судебного следователя 15-го городского участка Санкт-Петербурга.
С 27 февраля 1896 года коллежский советник.
С 8 августа 1896 года исправлял должность судебного следователя 1-го участка Царскосельского уезда.
С 15 ноября 1896 года статский советник.
С 17 июля 1901 года член Санкт-Петербургского Окружного Суда.
С 1 января 1904 года действительный статский советник.
С 31 декабря 1908 года и вплоть до кончины 4 июня 1913 года[по какому календарю?] состоял членом II Гражданского департамента Санкт-Петербургской судебной палаты. был похоронен на кладбище Новодевичьего монастыря в Санкт-Петербурге. Памятник, установленный на могиле на средства журнала «Наша охота», в советское время был утрачен.

## Охота, спорт, оружие
Писатель по вопросам спорта и охоты. Почётный член Эстляндского общества любителей охоты, непременный член Киевского и почётный член Рязанского отделов Императорского общества размножения охотничьих и промысловых животных и правильной охоты. Член правления Общества любителей породистых собак. Действительный член Северного общества любителей правильной охоты. В 1914 году в Санкт-Петербургском Императорском лесном институте была учреждена премия его имени.
В качестве эксперта по охотничьему делу в 1894 году по просьбе Министерства Императорского Двора был прикомандирован в испытательную комиссию Охтинских пороховых заводов для выработки мер по улучшению бездымного пороха «Д» (для дробовиков).
Создатель бескурковой двуствольной винтовки 20-го калибра «системы Ивашенцова». Данная винтовка изготовлялась оружейниками В. В. Леженом и Ф. О. Мацкой, а с 1900-х гг. была принята к производству Императорским Тульским оружейным заводом.
Активно увлекался фотографией, был заядлым велосипедистом, конькобежцем, теннисистом, любителем парусного и гребного спорта.
В 1896 году выступал судьёй на первом чемпионате мира по фигурному катанию, организованном Международным союзом конькобежцев в Юсуповском саду в Санкт-Петербурге. Также был судьей на чемпионате Европы по фигурному катанию 1911 года.
В 1912 году был избран кандидатом в старшины Российского Олимпийского Комитета.
В 1914 году в Санкт-Петербургском Императорском Лесном институте была учреждена премия его имени. Редакцией журнала «Наша охота» планировалось издание книги «А. П. Ивашенцов, его жизнь и деятельность», но из-за Первой мировой войны и революции 1917 г. этот проект не был осуществлён.

## Награды
- Орден Святого Станислава 3 степени (15 мая 1883 года)
- Орден Святой Анны 3 степени (1 января 1890 года)
- Орден Святой Анны 2 степени (1 января 1901 года)
- Орден Святого Владимира 4 степени (1 января 1907 года)
- Орден Святого Владимира 3 степени (1 января 1912 года)
- Медаль «В память царствования императора Александра III» (26 февраля 1896 года)
- Медаль «В память 300-летия царствования дома Романовых» (1913 год)
- Медаль признательности от Императорского Русского Технического общества.
- Золотая медаль Царскосельской юбилейной выставки 1911 года.

## Основные труды
- Бездымный охотничий порох «Сокол»: Русского общества для выделки и продажи пороха. — СПб.: Коммерч. скоропеч. преемн. Е. Тиле, 1894. - 27 с.;
- Современный велосипед. Выбор его и применение. — СПб.: Ф. В. Щепанский, 1895. — 277 с.: ил.
- Охота и спорт. — СПб., 1898
  - 2-е издание Архивная копия от 17 февраля 2022 на Wayback Machine. — СПб. : А.С. Суворин, [1906]. — 612 с. разд. паг. : ил.
- Доклад А. П. Ивашенцова Съезду гг. охотников на Юбилейной выставке Императорского Общества правильной охоты о качестве ружей и пороха. — Тула: паровая типо-лит. Е. И. Дружининой, ценз. 1898. — 22 с.
- Бой и служба дробового ружья. — СПб.: Ред. журн. «Наша охота», 1910. — [6], 227 с., 1 л. табл.: ил.
  - Реутов (Моск. обл.) : Эра ; Москва : Изд. Дом Рученькиных, 2005 (Красноярск : ПИК Офсет). — 205, [2] с. : ил., табл. — (Серия : Охотник. Рыболов. Оружие и боеприпасы / Моск. о-во охотников и рыболовов). — ISBN 5-87624-048-6.
- Охота с камерой. Фотографирование живой природы Архивная копия от 17 февраля 2022 на Wayback Machine. В 2 ч. / С. А. Бутурлин, А. П. Ивашенцов. — СПб. : тип. В.Я. Мильштейна, [1912]. — VIII, [4], 236 с. : ил., табл.
- Воспитание, дрессировка и натаска легавой. — М., 1927 (в соавторстве с Н. И. Ябловским).

## Семья
Жена: Александра Петровна Родионова (1856—1939), дочь полковника Петра Алексеевича Родионова (1817—1883) и Елизаветы фон Швенгельм (1825—1876).
Сыновья:
- Борис Александрович Ивашенцов (14.09.1881, Санкт-Петербург — до 23.06.1943, Белград, Сербия), судебный чиновник, коллежский асессор, эмигрировал в Сербию.
- Глеб Александрович Ивашенцов (27.02.1883, Санкт-Петербург — 09.12.1933, Ленинград), выдающийся советский врач-инфекционист.